# Препозиціоналізація
Препозиціоналізація (від лат. praepositions — прийменник) — перехід інших частин мови в прийменник, тобто набуття синтаксичних функцій і категоріального значення прийменника (підрядний зв’язок іменника, іменникового займенника, числівника як залежних компонентів з головним у словосполученнях із синтаксичним керуванням).
Препозиціоналізуються:
- прислівники: назустріч, довкола, всередині, обіч, поруч, праворуч, ліворуч, осторонь, попереду, просто, неподалік, уздовж;
- іменники: круг, коло, край, шляхом.